# Julstjärna (krukväxt)

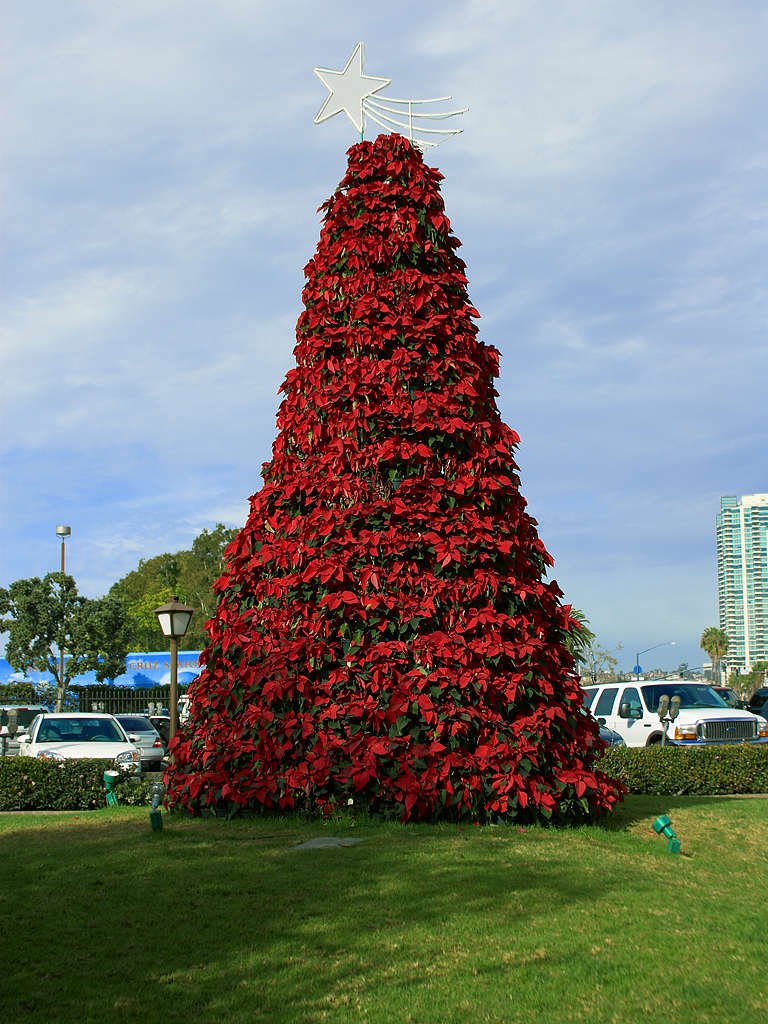
En "julgran" av julstjärnor i San Diego

Julstjärna (Euphorbia pulcherrima) är en art i familjen törelväxter och förekommer naturligt i Mexiko. Den kallas ibland felaktigt julros.
Julstjärnan är en populär krukväxt i Europa, särskilt vid jul. Den förekommer även i Nordamerika. I vilt tillstånd är julstjärnan en buske som kan bli flera meter hög. Genom förädling har man fått fram låga sorter som passar som krukväxter.
Dess vetenskapliga artnamn pulcherrima betyder "mycket vacker" eller "vackrast".

## Historia
Enligt aztekernas tro lär den ha fått den sin karaktäristiska röda färg när en gudinnas blod droppade ner på dess blad. I slutet av 1820-talet introducerade Joel Roberts Poinsett växten till USA och därifrån kom den senare till Europa. Ett annat namn på växten i USA är också "poinsettia".

## Om växten
De röda bladen som är så karaktäristiska för julstjärnan är inte kronblad utan högblad. Julstjärnans blommor är små och gula och sitter innanför högbladen. Alla julstjärnor är inte röda, utan det finns även vita, rosa, aprikosfärgade och marmorerade varianter. I vissa delar av Sverige kallas de vita för adventsstjärnor och används som dekoration under adventstiden, för att fram emot jul bytas ut mot de vanliga röda.
Julstjärnan kan i vissa fall orsaka illamående och kräkningar om den förtärs i stora mängder, men den är inte dödlig.

## Skötsel
Julstjärnor är extremt känsliga för kyla; blir det under 15 grader ramlar bladen av. Den ska stå ljust och soligt. Jorden ska helst vara något fuktig hela tiden under blomningen. Den behöver ingen näring om man inte sparar den efter julens slut. När de röda högbladen faller av går växten in i en viloperiod. Under denna tid ska den stå svalt och vattnas mer sparsamt. Efter viloperioden skärs den tillbaka och omplanteras. Plantan kommer då skjuta nya skott. Av dessa sparas tre eller fyra, resten avlägsnas. De sparade skotten toppas sen i augusti, varefter en ny kortdagsperiod inleds i oktober.

## Användning
För de flesta är julstjärnan en krukväxt man köper i blomsterbutiken och slänger när den blommat över. Växten kan sparas som krukväxt även efter julen för sina gröna blads skull, men det är svårt att få den att blomma om. För att förmå växten att blomma måste man under 6–7 veckors tid förvara växten i mörkrum, där man anordnat artificiellt dygn bestående av 14 timmars obruten natt och "dagsljus" övrig tid.